# Elizabeth Dowdeswell

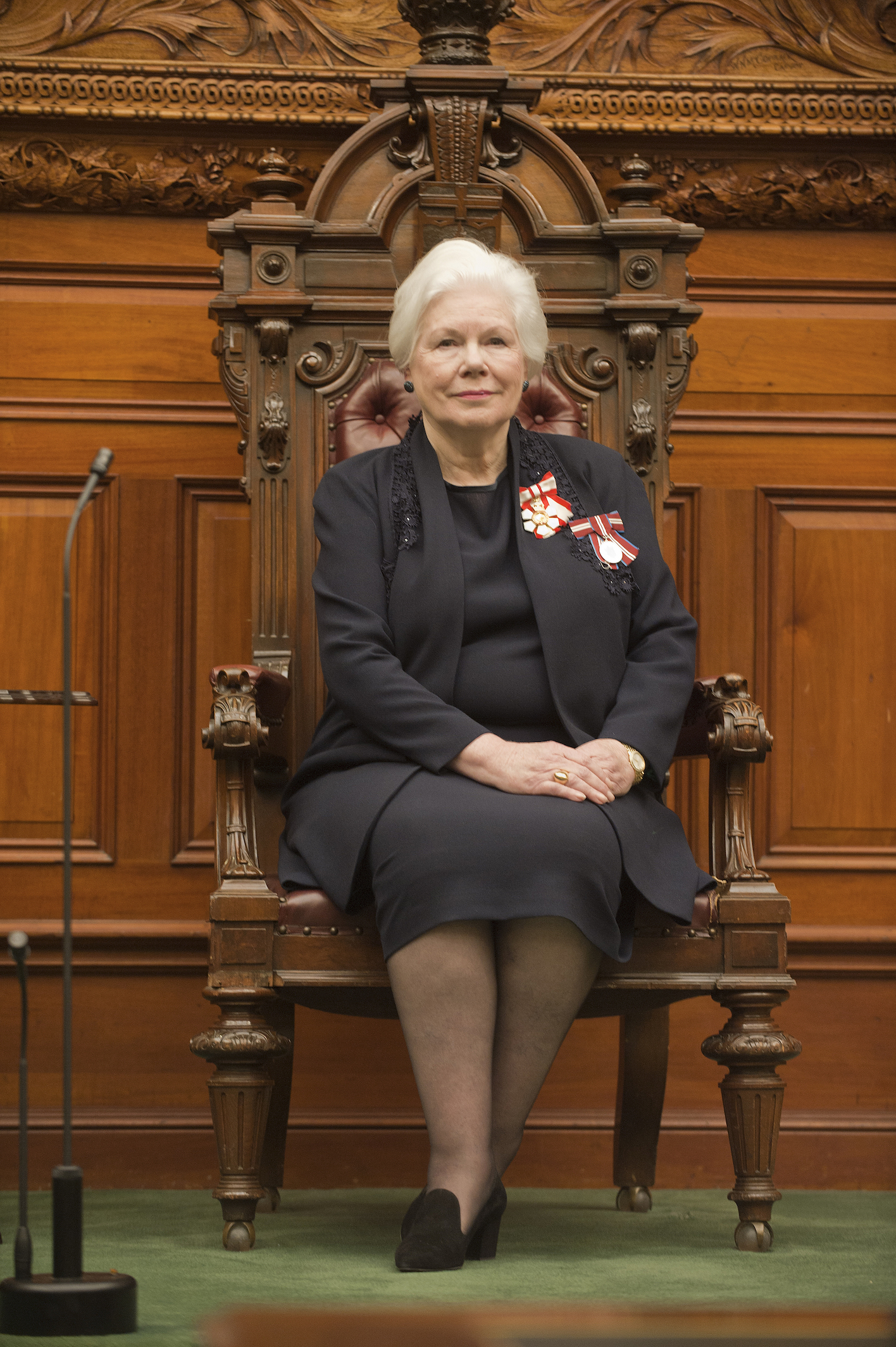
Elizabeth Dowdeswell

Elizabeth Violet Dowdeswell, OC, OOnt (* 9. November 1944 in Belfast, Nordirland als Elizabeth Violet Patton) ist eine kanadische Beamtin und frühere Untergeneralsekretärin der Vereinten Nationen. Von 1992 bis 1998 leitete sie als Exekutivdirektorin das UN-Umweltprogramm. Von 2014 bis 2023 war sie die Vizegouverneurin der Provinz Ontario und repräsentierte als solche das Staatsoberhaupt, Königin Elisabeth II. bzw. König Charles III., auf Provinzebene.

## Biografie
Dowdeswell wurde in Nordirland geboren, wanderte 1947 mit ihrer Familie nach Kanada aus und ließ sich in einer ländlichen Gegend im Süden der Provinz Saskatchewan nieder. Ihr Vater war ein Seelsorger der United Church of Canada, ihre Mutter eine Lehrerin. Sie studierte zunächst Hauswirtschaft an der University of Saskatchewan und unterrichtete einige Jahre. Später folgte ein Psychologiestudium an der Utah State University, das sie 1972 mit dem Master of Science abschloss. Nach einem Jahr als Dozentin an der University of Alberta begann sie für das Bildungsministerium von Saskatchewan zu arbeiten. Sie war Konsumentenberaterin, Ombudsfrau für Menschenrechte und zuletzt zuständig für die Beziehungen zur Bundesregierung im Bildungsbereich.
Nach der Abwahl der NDP-Regierung von Allan Blakeney im Jahr 1982 wurden die leitenden Beamten durch die progressiv-konservative Regierung von Grant Devine entlassen, woraufhin Dowdeswell nach Ottawa zog. Sie arbeitete zuerst für den Schatzamtsausschuss und leitete später die Zweigstelle Ontario des Umweltministeriums. Als Unter-Staatssekretärin für den Meteorologischen Dienst beschäftigte sich Dowdeswell unter anderem mit den sozio-ökonomischen Aspekten des globalen Klimawandels und entwickelte Maßnahmen wie ein Ozon-Warnsystem oder einen Index der UV-B-Strahlung. Sie war Kanadas Repräsentantin bei der Weltorganisation für Meteorologie und beim Earth Summit 1992 in Rio de Janeiro.
Ebenfalls 1992 wählte die Generalversammlung der Vereinten Nationen Dowdeswell einstimmig zur Untergeneralsekretärin der Vereinten Nationen, woraufhin sie ihre Tätigkeit als Exekutivdirektorin des Umweltprogramms der Vereinten Nationen (UNEP) mit Sitz in Nairobi begann. Zusätzlich zu dieser Aufgabe war sie auch Exekutivdirektorin des HABITAT-Programms. Unter ihrer Leitung begann sich das UNEP, neben dem Umweltschutz auch die nachhaltige Entwicklung zu fördern. Nach ihrem Rücktritt 1998 war Dowdeswell Gastprofessorin der University of Toronto und ab 2002 Direktorin der neu geschaffenen Organisation für die Entsorgung radioaktiver Abfälle in Kanada. Ebenso war sie Gründungspräsidentin des Rates der kanadischen Akademien.
Für ihre Verdienste erhielt Dowdeswell zahlreiche Auszeichnungen, darunter die Ehrendoktorwürde von neun Universitäten. Darüber hinaus wurde sie 2012 in den Order of Canada aufgenommen und erhielt die Queen Elizabeth II Diamond Jubilee Medal. Auf Anraten von Premierminister Stephen Harper wurde sie zur Vizegouverneurin von Ontario ernannt und am 23. September 2014 von Generalgouverneur David Johnston in dieses repräsentative Amt eingesetzt. Ihre Amtszeit endete am 14. November 2023.